# Báltica
Báltica é uma designação usada por geólogos a um continente existente desde o proterozoico tardio até ao paleozoico, que inclui agora o cráton da Europa Oriental no noroeste da Eurásia. O continente Baltica existiu como entidade singular desde há 1,8 mil milhões de anos. Anteriormente, os três segmentos/continentes que compõem actualmente o cráton da Europa oriental encontravam-se em diferentes partes do globo. A Baltica existiu numa placa tectónica designada por Placa do Báltico.